# Baku Electronics
Baku Electronics est une entreprise basée en Azerbaïdjan spécialisée dans la vente de l'électronique, des véhicules et des meubles.
L’entreprise a été créée en 1994 et fait partie de « NAB Holding » spécialisée dans le commerce de détail, le transport et les finances. Baku Electronics compte désormais plus de 30 magasins à travers l'Azerbaïdjan et est le distributeur de plus de 60 firmes internationales.
Baku Electronics est le distributeur officiel des entreprises mondiales comme Samsung, LG, Bosch, Sony, Huawei, Xiaomi, Tefal, Rowenta, Panasonic, Panasonic, HP, Acer, Philips, Lenovo, Kenwood, Braun, De'longhi et le revendeur officiel d'Apple.

## Histoire
Baku Electronics a été fondée en 1994 par la société turque « NAB Holding » en Azerbaïdjan. Après un an d'activité, l’entreprise devient le distributeur officiel de « Samsung Electronics » en 1995. En 2001, la société obtient les droits de distribution des marques du « groupe SEB », telles que « Tefal », « Moulinex », « Rowenta », et « Krups » . Il est également devenu le distributeur de « Lagonstina »  en 2007.

## Logo
Le logo de Baku Electronics est constitué de son nom en blanc dedans un cercle rouge, symbolisant la nouveauté, la contemporanéité, le dynamisme et la fraîcheur. Il reflète les choix publicitaires innovants de l'entreprise, sa dynamique d'ouverture de nouveaux magasins et des catalogues de produits en constante évolution.

## Magasins
En ce moment, Baku Electronics compte plus de 30 magasins dans tout le pays d’Azerbaïdjan, en particulier à Bakou, Khyrdalan, Sumgait, Barda, Ganja, Ismayilli, Lankaran, Mingachevir, Quba, Shaki, Shamkir, Khachmaz.